# Calathea petersenii
Calathea petersenii är en strimbladsväxtart som beskrevs av Henrik Franz Alexander von Eggers. Calathea petersenii ingår i släktet Calathea och familjen strimbladsväxter. Inga underarter finns listade.